# Zach Roerig
Zach Roerig, né le 22 février 1985 à Montpelier dans le Vermont, est un acteur américain. 
Il fait ses débuts dans le soap opera As the World Turns (2005-2007) mais se fait connaître du grand public par le rôle de Matt Donovan dans la série télévisée fantastique et dramatique Vampire Diaries (2009-2017).

## Biographie

### Jeunesse et formation
Fils de Daniel et Andrea Roerig, il a des origines allemandes, polonaises, anglaises et irlandaises. Il fait ses études au lycée de Montpelier et pratique le football et la lutte. 
Durant sa jeunesse, il travaille pour son père et son grand-père à Fackler Mounuments, un lieu de fabrication de pierre tombales. Il a une sœur plus jeune, Emily, née en 1989. 

### Carrière

#### Débuts et soap opéra
Sa carrière commence en 2004 avec une apparition dans la série policière New York, police judiciaire. 
Mais c'est l'année suivante qu'il décroche son premier rôle régulier pour le soap opera As the World Turns. Il s'agit du second soap le plus long de la télévision américaine après Haine et Passion. Entre 2005 et 2007, il joue pendant plus de 270 épisodes le personnage de Casey Hughes. 
Entre-temps, il joue dans le téléfilm dramatique Split Decision de Simon West avec Jessy Schram et Ben Barnes.
Une fois libéré de cet engagement, il joue dans une poignée d'épisodes d'un autre soap, On ne vit qu'une fois. L'année suivante, l'acteur joue des petits rôles dans les longs métrages Assassinat d'un président et Dear Me. Dans le même temps, il joue dans la série Friday Night Lights.

#### Révélation parVampire Diaries

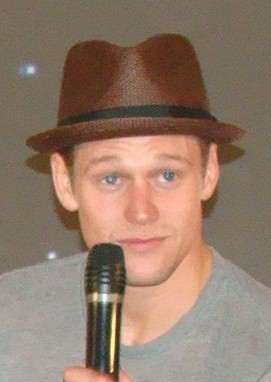
En 2011, lors d'une conférence autour de Vampire Diaries.

En 2009, Zach obtient le rôle de Matt Donovan, l'un des personnages principaux, dans la série dramatique/fantastique, Vampire Diaries. La série est diffusée sur la chaîne The CW à partir de septembre 2009. Elle est inspirée de la série de romans Journal d'un vampire de L. J. Smith et créée par Kevin Williamson et Julie Plec.
Vampire Diaries rencontre un franc succès auprès du public et atteint des records d'audiences pour la chaîne. Ce succès génère deux spin-off : The Originals mettant en scène la famille Mikaelson et dont les premières saisons se déroule parallèlement à la série puis Legacies, qui se déroule après et met en scène le personnage d'Alaric Saltzman et intègre aussi des personnages de The Originals. Zach Roerig apparaît ainsi dans un épisode la troisième saison de The Originals retrouvant pour l’occasion Joseph Morgan avec qui il a aussi travaillé en tant que producteur sur un court métrage horrifique Revelation, réalisé par ce dernier. 
Vampire Diaries s'arrête en 2017, après huit saisons et plus de 170 épisodes. 

#### Rôles réguliers
La même année, il joue dans le film d'horreur Le Cercle : Rings de l'espagnol F. Javier Gutiérrez. Il s'agit du troisième volet de la franchise The Ring et d'une suite directe du film Le Cercle de Gore Verbinski, sorti en 2002, ignorant les événements du film Le Cercle 2 de Hideo Nakata, sorti en 2004. Bien qu'il soit un échec critique, le film a été succès au box-office en rapportant 83 millions de dollars de recettes mondiales, remboursant donc son budget de 25 millions de dollars. 
Il est également à l'affiche de The Year of Spectacular Men de Lea Thompson. 
L'acteur joue aussi dans deux épisodes de la série fantastique The Gifted. Dès l'année suivante, il accepte de poursuivre l'aventure et de reprendre son rôle de Matt Donovan en tant qu'invité pour la deuxième série dérivée, Legacies,.
Puis, il signe pour un rôle régulier dans une série d'USA Network, Dare Me, basée sur le livre du même nom de Megan Abbott. 

### Vie privée
Il est astigmate et porte des lunettes hors caméra. 
Zach a une fille, née en janvier 2011, nommée Fiona . D'août 2011 à février 2012, Zach a été en couple avec l'actrice américaine Candice Accola, qui joue également dans Vampire Diaries. En juin 2013, il demande la garde de sa fille après l'incarcération de sa mère, Alana Turner. 
En novembre 2016, il officialise sa relation avec l'actrice australienne Nathalie Kelley, qu'il a rencontré sur le tournage de Vampire Diaries. Ils se séparent en novembre 2017. En 2025, il officialise son couple avec Arielle Kebel

## Filmographie

### Cinéma

#### Courts métrages
- 2005 : Flutter Kick de Gil Kruger : Jason Matthews
- 2008 : Official Selection de Brian Crano : Un soldat américain
- 2016 : 2BR02b de Tom Morash : Edward Wehling

#### Longs métrages
- 2007 : La bande jaune de Joy Dietrich : Joe, jeune
- 2008 : Dear Me de Michael Feifer : Adam
- 2008 : Assassinat d'un président (Assassination of a High School President) de Brett Simon : Matt Mullen
- 2014 : Field of Lost Shoes de Sean McNamara : Jack Stanard
- 2017 : Le Cercle - Rings de F. Javier Gutierrez : Carter
- 2018 : The Year of Spectacular Men de Lea Thompson : Mikey
- 2018 : The Outer Wild de Philip Chidel : Laird (également producteur exécutif)
- 2019 : The Last Full Measure de Todd Robinson : Ray Mott, jeune

### Télévision

#### Téléfilms
- 2006 : Split Decision de Simon West : Grady Love
- 2015 : The Prince de Gavin O'Connor : Taft

#### Séries télévisées
- 2004 : New York, police judiciaire : Rollerblade Messenger (1 épisode)
- 2005-2007 : As the World Turns: Casey Hughes (273 épisodes)
- 2006 : Reba : Un homme au mariage (1 épisode)
- 2007 : Haine et Passion : Alex (1 épisode)
- 2007 : On ne vit qu'une fois : Hunter (13 épisodes)
- 2008-2009 : Friday Night Lights : Cash (6 épisodes)
- 2009-2017 : Vampire Diaries : Matt Donovan (rôle principal - saisons 1 à 8)
- 2016 : The Originals : Matt Donovan (saison 3, épisode 17)
- 2017 : The Gifted : Pulse (2 épisodes)
- 2018 : Legacies : Matt Donovan (invité - saison 1, épisodes 1 et 4)
- 2019 : God Friended Me : Aiden (1 épisode)
- depuis 2019 : Dare Me : Will Mosley (rôle principal - 10 épisodes)

### Producteur
- 2013 : Revelation de Joseph Morgan (court métrage)
- 2018 : The Outer Wild de Philip Chidel (long métrage)